# Église Saint-Joseph des Montôts
Pour les articles homonymes, voir Église Saint-Joseph.
L'église Saint-Joseph des Montôts est une église catholique située rue de Marzy à Nevers, en France.

## Histoire
L'église a été construite en 1966 et utilisée depuis 1967. Son architecte est Jean Willerval. Elle a été construite à la même période que l'église Sainte-Bernadette située dans le quartier neversois du Banlay.

## Description
Elle ne recèle que peu d'originalité architecturale si ce n'est un plan au sol représentant « la main divine posée sur le monde ».
C'est le peintre Lucien Fleury qui a réalisé les vitraux.